# Karajewicze (obwód rówieński)
Karajewicze (ukr. Караєвичі) – wieś na Ukrainie, w rejonie rówieńskim obwodu rówieńskiego, nad Horyniem na Wołyniu.
Pod koniec XIX w. we wsi znajdowały się: murowana cerkiew, stawy, młyny amerykańskie; wieś była własnością Urbana Bogusza.
W okolicach tej miejscowości w 1920 rozgrywała się bitwa pod Równem.

## Bibliografia

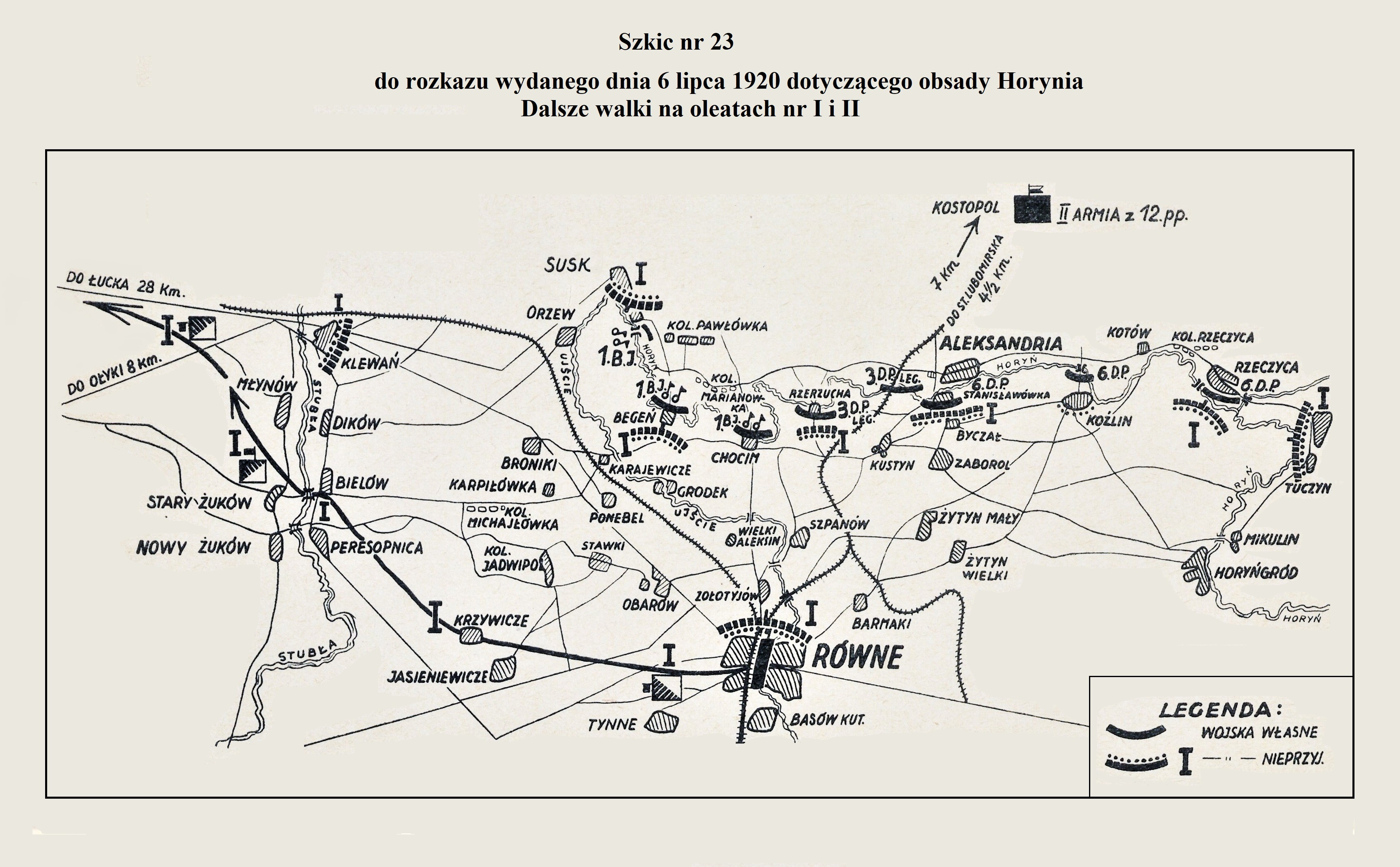
Gen. Kazimierz Raszewski, Wspomnienia z własnych przeżyć do końca roku 1920